# Опытный (Челябинская область)
Опытный — посёлок в Троицком районе Челябинской области России, относится к Дробышевскому сельскому поселению.

## География
Расположен в восточной части района. Рельеф — переход полуравнины (Зауральский пенеплен) в равнину (Западно-Сибирская равнина); ближайшая выс.— 212 м. Ландшафт — подзона южной озерной лесостепи. Опытный связан грунтовыми дорогами с соседними населёнными пунктами. Расстояние до районного центра (Троицк) 11 км, до центра сельского поселения (с. Дробышево) — 14 км.

## История
Посёлок основан в 1930 в Суналинском сельсовете (в 1959 переименован в Дробышевский) как участок опытного хозяйства «Троицкое».
В 1959 земельные угодья Опытного Поля (первоначальное название) закрепили за Троицким с.-х. техникумом (здесь разместилось уч. хоз-во).
Решением облисполкома от 23.06.1981 года № 277 образован населённый пункт при опытном поле опытного хозяйства «Троицкое» которому присвоено наименовании — Опытный.

## Население
| 2002 | 2010 |
| ---- | ---- |
| 70   | ↗78  |

(в 1956 — 28, в 1970 — 45, в 1983 — 92, в 1995 — 64)